# Хоккей с шайбой на зимних Олимпийских играх 1932
Олимпийский хоккейный турнир на III зимних олимпийских играх, проходивших в США, в городе Лейк-Плэсид с 4 февраля по 13 февраля 1932 года, являлся также 6-м чемпионатом мира по хоккею с шайбой. Из-за экономического кризиса многие европейские команды не смогли принять участие в играх. В результате в розыгрыше участвовало только 4 сборные, которые провели двухкруговой турнир. Чемпионом стала команда Канады, представленная клубом из Виннипега, ХК Виннипег.

## Турнир

### Таблица
| М | Сборная  | И | В | Н | П | ШЗ | ШП | РШ  | О  |
| - | -------- | - | - | - | - | -- | -- | --- | -- |
| 1 | Канада   | 6 | 5 | 1 | 0 | 32 | 4  | +28 | 11 |
| 2 | США      | 6 | 4 | 1 | 1 | 27 | 5  | +22 | 9  |
| 3 | Германия | 6 | 2 | 0 | 4 | 7  | 26 | -19 | 4  |
| 4 | Польша   | 6 | 0 | 0 | 6 | 3  | 34 | -31 | 0  |

### Результаты
Время местное — UTC-5
| Команды           | Счёт      |
| ----------------- | --------- |
| Канада — США      | 2:1, 2:2  |
| Канада — Германия | 4:1, 5:0  |
| Канада — Польша   | 9:0, 10:0 |
| США — Германия    | 7:0, 8:0  |
| США — Польша      | 4:1, 5:0  |
| Германия — Польша | 2:1, 4:1  |

### Игры
| 4 февраля 1932 | Канада | 2:1 (ОТ) (0:0, 0:1, 1:0, 1:0) | США | Olympic stadium, Лейк-Плэсид |

| Отчёт                                 | Отчёт          | Отчёт                | Отчёт           | Отчёт                            |
| ------------------------------------- | -------------- | -------------------- | --------------- | -------------------------------- |
|                                       |                |                      |                 |                                  |
|                                       | Уильям Кокбёрн | Вратари              | Франклин Фаррел | Судьи: Лоу Марш Дональд П. Сендс |
|                                       | Голы:          |                      |                 | Судьи: Лоу Марш Дональд П. Сендс |
| Хэк Симпсон 43:36 Вик Линдквист 52:14 | 0:1 1:1 2:1    | 17:05 Дуглас Эверетт |                 | Судьи: Лоу Марш Дональд П. Сендс |
|                                       |                |                      |                 | Судьи: Лоу Марш Дональд П. Сендс |
|                                       |                |                      |                 | Судьи: Лоу Марш Дональд П. Сендс |
|                                       |                |                      |                 | Судьи: Лоу Марш Дональд П. Сендс |
| 4 мин                                 | Штраф          | 4 мин                |                 | Судьи: Лоу Марш Дональд П. Сендс |
|                                       |                |                      |                 |                                  |
|                                       |                |                      |                 |                                  |

| 4 февраля 1932 | Германия | 2:1 (0:0, 1:1, 1:0) | Польша | Olympic stadium, Лейк-Плэсид |

| Отчёт                                    | Отчёт             | Отчёт                     | Отчёт           | Отчёт                            |
| ---------------------------------------- | ----------------- | ------------------------- | --------------- | -------------------------------- |
|                                          |                   |                           |                 |                                  |
|                                          | Вальтер Ляйнвебер | Вратари                   | Йозеф Стоговски | Судьи: Лоу Марш Дональд П. Сендс |
|                                          | Голы:             |                           |                 | Судьи: Лоу Марш Дональд П. Сендс |
| Густав Йенеке 15:12 Мартин Шрёттле 30:22 | 1:0 1:1 2:1       | 25:25 Александр Ковальски |                 | Судьи: Лоу Марш Дональд П. Сендс |
|                                          |                   |                           |                 | Судьи: Лоу Марш Дональд П. Сендс |
|                                          |                   |                           |                 | Судьи: Лоу Марш Дональд П. Сендс |
|                                          |                   |                           |                 | Судьи: Лоу Марш Дональд П. Сендс |
| 6 мин                                    | Штраф             | 10 мин                    |                 | Судьи: Лоу Марш Дональд П. Сендс |
|                                          |                   |                           |                 |                                  |
|                                          |                   |                           |                 |                                  |

| 5 февраля 1932 | США | 4:1 (1:0, 2:0, 1:1) | Польша | Olympic stadium, Лейк-Плэсид |

| Отчёт                                                                   | Отчёт               | Отчёт                | Отчёт           | Отчёт                            |
| ----------------------------------------------------------------------- | ------------------- | -------------------- | --------------- | -------------------------------- |
|                                                                         |                     |                      |                 |                                  |
|                                                                         | Франклин Фаррел     | Вратари              | Йозеф Стоговски | Судьи: Лоу Марш Дональд П. Сендс |
|                                                                         | Голы:               |                      |                 | Судьи: Лоу Марш Дональд П. Сендс |
| Джон Бент 02:15 Джон Кукман 18:15 Джон Кукман 25:16 Джон Гаррисон 44:55 | 1:0 2:0 3:0 3:1 4:1 | 32:16 Адам Ковальски |                 | Судьи: Лоу Марш Дональд П. Сендс |
|                                                                         |                     |                      |                 | Судьи: Лоу Марш Дональд П. Сендс |
|                                                                         |                     |                      |                 | Судьи: Лоу Марш Дональд П. Сендс |
|                                                                         |                     |                      |                 | Судьи: Лоу Марш Дональд П. Сендс |
| 2 мин                                                                   | Штраф               | 8 мин                |                 | Судьи: Лоу Марш Дональд П. Сендс |
|                                                                         |                     |                      |                 |                                  |
|                                                                         |                     |                      |                 |                                  |

| 6 февраля 1932 | Канада | 4:1 (2:0, 2:0, 0:1) | Германия | Olympic stadium, Лейк-Плэсид |

| Отчёт                                                                       | Отчёт               | Отчёт             | Отчёт             | Отчёт                            |
| --------------------------------------------------------------------------- | ------------------- | ----------------- | ----------------- | -------------------------------- |
|                                                                             |                     |                   |                   |                                  |
|                                                                             | Уильям Кокбёрн      | Вратари           | Вальтер Ляйнвебер | Судьи: Лоу Марш Дональд П. Сендс |
|                                                                             | Голы:               |                   |                   | Судьи: Лоу Марш Дональд П. Сендс |
| Уолтер Монсон 02:02 Уолтер Монсон 14:44 Норм Мэллой 24:16 Элстон Уайз 27:37 | 1:0 2:0 3:0 4:0 4:1 | 43:58 Эрих Херкер |                   | Судьи: Лоу Марш Дональд П. Сендс |
|                                                                             |                     |                   |                   | Судьи: Лоу Марш Дональд П. Сендс |
|                                                                             |                     |                   |                   | Судьи: Лоу Марш Дональд П. Сендс |
|                                                                             |                     |                   |                   | Судьи: Лоу Марш Дональд П. Сендс |
| 6 мин                                                                       | Штраф               | 6 мин             |                   | Судьи: Лоу Марш Дональд П. Сендс |
|                                                                             |                     |                   |                   |                                  |
|                                                                             |                     |                   |                   |                                  |

| 7 февраля 1932 | Канада | 9:0 (2:0, 5:0, 2:0) | Польша | Olympic arena, Лейк-Плэсид |

| Отчёт | Отчёт                               | Отчёт   | Отчёт           | Отчёт                            |
| --- | ----------------------------------- | ------- | --------------- | -------------------------------- |
| |                                     |         |                 |                                  |
| | Уильям Кокбёрн                      | Вратари | Йозеф Стоговски | Судьи: Лоу Марш Дональд П. Сендс |
| | Голы:                               |         |                 | Судьи: Лоу Марш Дональд П. Сендс |
| Ромео Риверс 10:45 Ромео Риверс 12:04 Вик Линдквист 18:15 Уолтер Монсон 18:38 Уолтер Монсон 27:48 Хэк Симпсон 28:54 Хэк Симпсон 29:52 Норман Мэллой 36:42 Рой Хенкель 41:59 | 1:0 2:0 3:0 4:0 5:0 6:0 7:0 8:0 9:0 |         |                 | Судьи: Лоу Марш Дональд П. Сендс |
| |                                     |         |                 | Судьи: Лоу Марш Дональд П. Сендс |
| |                                     |         |                 | Судьи: Лоу Марш Дональд П. Сендс |
| |                                     |         |                 | Судьи: Лоу Марш Дональд П. Сендс |
| 4 мин | Штраф                               | 2 мин   |                 | Судьи: Лоу Марш Дональд П. Сендс |
| |                                     |         |                 |                                  |
| |                                     |         |                 |                                  |

| 7 февраля 1932 | США | 7:0 (3:0, 2:0, 2:0) | Германия | Olympic arena, Лейк-Плэсид |

| Отчёт | Отчёт                       | Отчёт   | Отчёт             | Отчёт                            |
| --- | --------------------------- | ------- | ----------------- | -------------------------------- |
| |                             |         |                   |                                  |
| | Франклин Фаррел             | Вратари | Вальтер Ляйнвебер | Судьи: Лоу Марш Дональд П. Сендс |
| | Голы:                       |         |                   | Судьи: Лоу Марш Дональд П. Сендс |
| Дуглас Эверетт 00:37 Джон Чейз 00:57 Джон Чейз 02:38 Фрэнсис Нельсон 19:30 Уинтроп Палмер 29:58 Уинтроп Палмер 43:42 Уинтроп Палмер 44:59 | 1:0 2:0 3:0 4:0 5:0 6:0 7:0 |         |                   | Судьи: Лоу Марш Дональд П. Сендс |
| |                             |         |                   | Судьи: Лоу Марш Дональд П. Сендс |
| |                             |         |                   | Судьи: Лоу Марш Дональд П. Сендс |
| |                             |         |                   | Судьи: Лоу Марш Дональд П. Сендс |
| 5 мин | Штраф                       | 12 мин  |                   | Судьи: Лоу Марш Дональд П. Сендс |
| |                             |         |                   |                                  |
| |                             |         |                   |                                  |

| 8 февраля 1932 | США | 5:0 (1:0, 1:0, 3:0) | Польша | Olympic stadium, Лейк-Плэсид |

| Отчёт                                                                                             | Отчёт               | Отчёт   | Отчёт           | Отчёт                            |
| ------------------------------------------------------------------------------------------------- | ------------------- | ------- | --------------- | -------------------------------- |
|                                                                                                   |                     |         |                 |                                  |
|                                                                                                   | Франклин Фаррел     | Вратари | Йозеф Стоговски | Судьи: Лоу Марш Дональд П. Сендс |
|                                                                                                   | Голы:               |         |                 | Судьи: Лоу Марш Дональд П. Сендс |
| Гордон Смит 06:42 Уинтроп Палмер 25:07 Уинтроп Палмер 30:57 Джон Чейз 33:53 Осборн Андерсон 39:01 | 1:0 2:0 3:0 4:0 5:0 |         |                 | Судьи: Лоу Марш Дональд П. Сендс |
|                                                                                                   |                     |         |                 | Судьи: Лоу Марш Дональд П. Сендс |
|                                                                                                   |                     |         |                 | Судьи: Лоу Марш Дональд П. Сендс |
|                                                                                                   |                     |         |                 | Судьи: Лоу Марш Дональд П. Сендс |
| 1 мин                                                                                             | Штраф               | 0 мин   |                 | Судьи: Лоу Марш Дональд П. Сендс |
|                                                                                                   |                     |         |                 |                                  |
|                                                                                                   |                     |         |                 |                                  |

| 8 февраля 1932 | Канада | 5:0 (2:0, 1:0, 2:0) | Германия | Olympic arena, Лейк-Плэсид |

| Отчёт                                                                                                | Отчёт               | Отчёт   | Отчёт             | Отчёт                            |
| --- | ------------------- | ------- | ----------------- | -------------------------------- |
| |                     |         |                   |                                  |
| | Уильям Кокбёрн      | Вратари | Вальтер Ляйнвебер | Судьи: Лоу Марш Дональд П. Сендс |
| | Голы:               |         |                   | Судьи: Лоу Марш Дональд П. Сендс |
| Вик Линдквист 02:44 Уолтер Монсон 04:52 Джордж Гарбатт 17:46 Ромео Риверс 35:22 Берт Данкансон 38:17 | 1:0 2:0 3:0 4:0 5:0 |         |                   | Судьи: Лоу Марш Дональд П. Сендс |
| |                     |         |                   | Судьи: Лоу Марш Дональд П. Сендс |
| |                     |         |                   | Судьи: Лоу Марш Дональд П. Сендс |
| |                     |         |                   | Судьи: Лоу Марш Дональд П. Сендс |
| 3 мин                                                                                                | Штраф               | 0 мин   |                   | Судьи: Лоу Марш Дональд П. Сендс |
| |                     |         |                   |                                  |
| |                     |         |                   |                                  |

| 9 февраля 1932 | Канада | 10:0 (5:0, 1:0, 4:0) | Польша | Olympic stadium, Лейк-Плэсид |

| Отчёт | Отчёт                                    | Отчёт   | Отчёт           | Отчёт                            |
| --- | ---------------------------------------- | ------- | --------------- | -------------------------------- |
| |                                          |         |                 |                                  |
| | Стенли Уагнер                            | Вратари | Йозеф Стоговски | Судьи: Лоу Марш Дональд П. Сендс |
| | Голы:                                    |         |                 | Судьи: Лоу Марш Дональд П. Сендс |
| Уолтер Монсон 01:52 Хэк Симпсон 06:03 Ромео Риверс 08:40 Уолтер Монсон 08:48 Норман Мэллой 14:12 Хью Сазерленд 26:11 Хэк Симпсон 34:35 Рой Хенкель 37:51 Кеннет Мур 39:35 Элстон Уайз 43:00 | 1:0 2:0 3:0 4:0 5:0 6:0 7:0 8:0 9:0 10:0 |         |                 | Судьи: Лоу Марш Дональд П. Сендс |
| |                                          |         |                 | Судьи: Лоу Марш Дональд П. Сендс |
| |                                          |         |                 | Судьи: Лоу Марш Дональд П. Сендс |
| |                                          |         |                 | Судьи: Лоу Марш Дональд П. Сендс |
| 0 мин | Штраф                                    | 4 мин   |                 | Судьи: Лоу Марш Дональд П. Сендс |
| |                                          |         |                 |                                  |
| |                                          |         |                 |                                  |

| 10 февраля 1932 | США | 8:0 (2:0, 2:0, 4:0) | Германия | Olympic arena, Лейк-Плэсид |

| Отчёт | Отчёт                           | Отчёт   | Отчёт             | Отчёт                            |
| --- | ------------------------------- | ------- | ----------------- | -------------------------------- |
| |                                 |         |                   |                                  |
| | Франклин Фаррел                 | Вратари | Вальтер Ляйнвебер | Судьи: Лоу Марш Дональд П. Сендс |
| | Голы:                           |         |                   | Судьи: Лоу Марш Дональд П. Сендс |
| Джон Чейз 07:14 Уинтроп Палмер 14:43 Дуглас Эверетт 22:27 Джон Гаррисон 25:13 Джон Бент 31:33 Джон Бент 32:22 Уинтроп Палмер 36:35 Джон Гаррисон 44:15 | 1:0 2:0 3:0 4:0 5:0 6:0 7:0 8:0 |         |                   | Судьи: Лоу Марш Дональд П. Сендс |
| |                                 |         |                   | Судьи: Лоу Марш Дональд П. Сендс |
| |                                 |         |                   | Судьи: Лоу Марш Дональд П. Сендс |
| |                                 |         |                   | Судьи: Лоу Марш Дональд П. Сендс |
| 0 мин | Штраф                           | 2 мин   |                   | Судьи: Лоу Марш Дональд П. Сендс |
| |                                 |         |                   |                                  |
| |                                 |         |                   |                                  |

| 13 февраля 1932 | Германия | 4:1 (0:0, 2:1, 2:0) | Польша | Olympic arena, Лейк-Плэсид |

| Отчёт                                                                  | Отчёт               | Отчёт                     | Отчёт           | Отчёт                            |
| ---------------------------------------------------------------------- | ------------------- | ------------------------- | --------------- | -------------------------------- |
|                                                                        |                     |                           |                 |                                  |
|                                                                        | Вальтер Ляйнвебер   | Вратари                   | Йозеф Стоговски | Судьи: Лоу Марш Дональд П. Сендс |
|                                                                        | Голы:               |                           |                 | Судьи: Лоу Марш Дональд П. Сендс |
| Руди Балль 20:57 Руди Балль 28:08 Георг Штробль 32:20 Руди Балль 42:15 | 1:0 1:1 2:1 3:1 4:1 | 26:40 Александр Ковальски |                 | Судьи: Лоу Марш Дональд П. Сендс |
|                                                                        |                     |                           |                 | Судьи: Лоу Марш Дональд П. Сендс |
|                                                                        |                     |                           |                 | Судьи: Лоу Марш Дональд П. Сендс |
|                                                                        |                     |                           |                 | Судьи: Лоу Марш Дональд П. Сендс |
| 9 мин                                                                  | Штраф               | 6 мин                     |                 | Судьи: Лоу Марш Дональд П. Сендс |
|                                                                        |                     |                           |                 |                                  |
|                                                                        |                     |                           |                 |                                  |

| 13 февраля 1932 | США | 2:2 (ОТ) (1:1, 1:0, 0:1, 0:0, 0:0, 0:0) | Канада | Olympic arena, Лейк-Плэсид Зрителей: 7000 |

| Отчёт                                     | Отчёт           | Отчёт                                | Отчёт          | Отчёт                            |
| ----------------------------------------- | --------------- | ------------------------------------ | -------------- | -------------------------------- |
|                                           |                 |                                      |                |                                  |
|                                           | Франклин Фаррел | Вратари                              | Уильям Кокбёрн | Судьи: Лоу Марш Дональд П. Сендс |
|                                           | Голы:           |                                      |                | Судьи: Лоу Марш Дональд П. Сендс |
| Дуглас Эверетт 02:17 Уинтроп Палмер 28:38 | 1:0 1:1 2:1 2:2 | 24:47 Хэк Симпсон 44:10 Ромео Риверс |                | Судьи: Лоу Марш Дональд П. Сендс |
|                                           |                 |                                      |                | Судьи: Лоу Марш Дональд П. Сендс |
|                                           |                 |                                      |                | Судьи: Лоу Марш Дональд П. Сендс |
|                                           |                 |                                      |                | Судьи: Лоу Марш Дональд П. Сендс |
| 7 мин                                     | Штраф           | 9 мин                                |                | Судьи: Лоу Марш Дональд П. Сендс |
|                                           |                 |                                      |                |                                  |
|                                           |                 |                                      |                |                                  |

## Итоговое положение команд
|    | Канада   |
|    | США      |
|    | Германия |
| 4. | Польша   |

## Статистика

### Полевые игроки
| Игрок              | Команда  | И | Г | ШВ | ПОЗ |
| ------------------ | -------- | - | - | -- | --- |
| Рой Хенкель        | Канада   | 6 | 2 | 6  | ЗАЩ |
| Хью Сазерленд      | Канада   | 6 | 1 | 4  | ЗАЩ |
| Уолтер Монсон      | Канада   | 6 | 7 | 3  | НАП |
| Ромео Риверс       | Канада   | 6 | 5 | 0  | НАП |
| Хэк Симпсон        | Канада   | 5 | 6 | 4  | НАП |
| Норм Мэллой        | Канада   | 5 | 3 | 4  | НАП |
| Вик Линдквист      | Канада   | 5 | 3 | 2  | НАП |
| Элстон Уайз        | Канада   | 5 | 2 | 0  | НАП |
| Джордж Гарбатт     | Канада   | 1 | 1 | 0  | НАП |
| Альберт Данкансон  | Канада   | 1 | 1 | 1  | НАП |
| Кеннет Мур         | Канада   | 1 | 1 | 0  | НАП |
| Клиффорд Кроули    | Канада   | 1 | 0 | 0  | НАП |
| Джон Гаррисон      | США      | 6 | 3 | 8  | ЗАЩ |
| Осборн Андерсон    | США      | 6 | 1 | 5  | ЗАЩ |
| Уинтроп Палмер     | США      | 6 | 7 | 2  | НАП |
| Джон Чейз          | США      | 6 | 5 | 1  | НАП |
| Джонни Бент        | США      | 6 | 3 | 0  | НАП |
| Дуглас Эверетт     | США      | 5 | 4 | 0  | НАП |
| Фрэнк Нельсон      | США      | 5 | 1 | 2  | НАП |
| Гордон Смит        | США      | 1 | 1 | 0  | НАП |
| Джозеф Фитцжеральд | США      | 1 | 0 | 1  | НАП |
| Альфред Хайнрих    | Германия | 6 | 0 | 18 | ЗАЩ |
| Эрих Рёмер         | Германия | 6 | 0 | 0  | ЗАЩ |
| Рудольф Балль      | Германия | 6 | 3 | 5  | НАП |
| Густав Йенеке      | Германия | 6 | 1 | 4  | НАП |
| Георг Штробль      | Германия | 6 | 1 | 4  | НАП |
| Вернер Корфф       | Германия | 6 | 0 | 2  | НАП |
| Мартин Шрёттле     | Германия | 5 | 1 | 0  | НАП |
| Маркварт Шлефогт   | Германия | 5 | 0 | 2  | НАП |
| Эрих Херкер        | Германия | 2 | 1 | 0  | НАП |

### Вратари
| Игрок             | Команда  | И | ПШ | ШВ |
| ----------------- | -------- | - | -- | -- |
| Уильям Кокбёрн    | Канада   | 5 | 4  | 0  |
| Стенли Уагнер     | Канада   | 1 | 0  | 0  |
| Франклин Фаррел   | США      | 5 | 5  | 0  |
| Тед Фрейзер       | США      | 1 | 0  | 0  |
| Вальтер Ляйнвебер | Германия | 6 | 26 | 0  |

## Чемпион
| Чемпион мира 1932   |
| Канада Шестой титул |

| Олимпийский чемпион 1932 |
| Канада Четвёртый титул   |

## Интересные факты
- Сборная США — первая в истории Олимпийских игр хоккейная команда, которой удалось отобрать очко у канадцев.
- Все 12 матчей судили два одних и тех же арбитра —  Лоу Марш и  Дональд П. Сендс.